# Аттика
А́ттика (дав.-гр. ἡ Ἀττική, букв. «прибережна країна») — історична область у Стародавній Греції, заселена іонійцями, з центром у Афінах, яка нині є частиною однойменної адміністративної одиниці, периферії Аттика, у сучасній Греції.
Теперішня периферія Аттика займає 3800 квадратних кілометрів. У її межах лежать такі міста, як Афіни, Пірей, Елевсін, Мегара, Лавріон, Марафон, острови Саламін, Егіна, Порос, Ідра, Спеце, Кітера та Антикітера. 95 % населення мешкає у місті Афіни та навколо нього.

## Історія

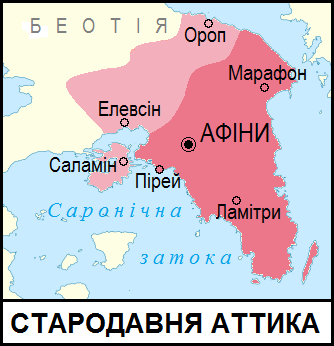

За давніми грецькими легендами, чотири племені сформував тут Іон. Потім Тесей з'єднав 12 міст у єдину державу Аттику, всі мешканці набули громадянства. Цей процес затягнувся на довгий час через різні суперечки з сусідами, і, мабуть, закінчився приблизно в 7-му сторіччі до нашої ери. Після 5 століття до н. е. історію Аттики краще описано в документах про історію його головного міста, Афін. Згідно з міфологією, цар Кранай назвав цю місцевість на честь своєї дочки Аттиди.
Одним із керівників був Мопсоп.

## Географія
Аттика лежить у поясі сухих субтропіків. Її перетинають дві гірські системи; переважають середньовисотні масиви (1200—1800 м; найвища точка гора Олімп, 2911 м). Ґрунти в прибережних і низькогірних районах коричневі і буро-коричневі, вище — бурі гірсько-лісові. На карбонатних породах — гірські червоні ґрунти.

## Виноградарство
Аттика — виноградарсько-виноробницька область. Культура виноградарства тут налічує понад 3 тисячоліття. Основні сорти винограду:
- технічні — Родітіс, Мускат Оттонель, Савватіано;
- столові — Мускат гамбурзький, Карабурну, Кардинал.

Найвідоміше вино — Ретсіно — ароматизоване сосновою смолою.